# Брашка, Ежи
Ежи Брашка (пол. Jerzy Braszka; род. 24 мая 1946) — польский актёр кино и телевидения.

## Биография
Родился в Лодзи в семье гримёра. Актёрское образование получил в Киношколе в Лодзи, которую окончил в 1970 году. Дебютировал в кино в 1954 году в возрасте 8 лет. Выступает в спектаклях «театра телевидения» с 1970 года.

## Избранная фильмография
- 1954 — Автобус отходит в 6.20 / Autobus odjeżdża 6:20
- 1968 — Ставка больше, чем жизнь / Stawka większa niż życie (только в 6-й серии)
- 1969 — Четыре танкиста и собака / Czterej pancerni i pies (только в 11-й серии)
- 1970 — Перстень княгини Анны / Pierścień księżnej Anny
- 1972 — Путешествие за улыбку / Podróż za jeden uśmiech
- 1973 — Профессор на дороге / Profesor na drodze
- 1973 — Майор Хубаль / Hubal
- 1973 — Санаторий под клепсидрой / Sanatorium pod klepsydrą
- 1974 — Первый правитель / Gniazdo
- 1974 — Земля обетованная / Ziemia obiecana
- 1975 — Ярослав Домбровский / Jarosław Dąbrowski
- 1975 — Директора / Dyrektorzy
- 1976 — Сохранить город / Ocalić miasto
- 1976 — Честь ребёнка / Honor dziecka
- 1976 — Далеко от шоссе / Daleko od szosy (только в 6-й серии)
- 1977 — Распорядитель бала / Wodzirej
- 1978 — До последней капли крови / Do krwi ostatniej…
- 1978 — Жизнь, полная риска / Życie na gorąco (только в 9-й серии)
- 1979 — Форпост / Placówka
- 1980 — Встреча в Атлантике / Spotkanie na Atlantyku
- 1982 — Знахарь / Znachor
- 1991 — Три дня без приговора / Trzy dni bez wyroku
- 1995 — Экстрадиция / Ekstradycja (только в 3-й серии)
- 1999 — Огнём и мечом / Ogniem i mieczem
- 2003 — Старинное предание / Stara baśń
- 2011 — Варшавская битва. 1920 / 1920 Bitwa Warszawska
- 2013 — Польская сибириада / Syberiada polska